# Жарки (зупинний пункт)
Жарки́ — пасажирський залізничний зупинний пункт Полтавської дирекції Південної залізниці на електрифікованій лінії Полтава-Південна — Кременчук між станціями Нові Санжари (7 км) та Ліщинівка (5 км). Розташований поблизу села Жирки Полтавського району Полтавської області.

## Пасажирське сполучення
На зупинному пункті Жарки зупиняються приміські поїзди сполученням Полтава-Південна — Кременчук.